# Autism Diagnostic Interview
Pour les articles homonymes, voir ADIR.
L'Autism Diagnostic Interview  dans sa version révisée (en anglais, autism diagnostic interview-revised ou entrevue diagnostique révisée de l'autisme ou ADI-R)  est une méthode d'entrevue structurée destinée à diagnostiquer les troubles autistiques ou du spectre autistique chez  toute personne ayant un âge mental d'au moins 24 mois.
Cet entretien évalue l'interaction sociale réciproque, la communication et du langage et des modèles de comportement.
Il est mené avec les parents de  personnes référées pour l'évaluation d'éventuels[incompréhensible]. Il est utilisé par les chercheurs et/ou par des cliniciens depuis des décennies. L'entretien est généralement mené dans un bureau, à domicile ou dans un autre cadre (calme), par un psychologue ; il dure en général de une à deux heures. Il est souvent conjointement utilisé avec d'autres outils (tels que l'ADOS par exemple).

## Objectifs
Cet entretien vise principalement à diagnostiquer l'autisme, pour notamment le distinguer d'autres troubles du développement (diagnostic différentiel) et planifier un traitement approprié, un accompagnement scolaire, etc.

## Structure
L'entretien couvre l'historique complet du développement de la personne référée.
On pose aux soignants 93 questions, couvrant les trois principaux domaines comportementaux, soit sur le comportement actuel de l'individu, soit sur son comportement à un certain moment.
Les questions posées sont regroupées en cinq sections
1. questions d'ouverture ;
2. questions sur les comportements de communication ;
3. questions sur le développement social et le jeu ;
4. questions sur les comportements répétitifs et restreints ;
5. questions sur les problèmes de comportement généraux.

L'ADI-R est basé sur l'enquêteur ; ses questions sont donc très ouvertes, permettant à l'enquêteur d'obtenir les informations nécessaires pour évaluer pour chaque groupe de comportements.
Les parents et/ou les tuteurs apprécient généralement l'entretien car ce qu'ils ont à dire sur l'enfant est apprécié par l'enquêteur. L'entrevue aide aussi les parents à mieux comprendre les troubles du spectre autistique et les facteurs conduisant à un diagnostic.

### Zones de contenu
Une section de l'entretien évalue la qualité de l'interaction sociale, dont à partir de questions sur le partage émotionnel, l'offre et la recherche de réconfort, le sourire social et la réponse aux autres enfants.
Une section évalue la communication et le comportement linguistique, étudie les énoncés stéréotypés, l'inversion des pronoms et l'usage social du langage (les « énoncés stéréotypés » sont les quelques mots ou sons que l'individu utilise et répète le plus souvent).
Une section s'intéresse aux comportements restreints et répétitifs; dont à partir de questions sur les préoccupations inhabituelles, les maniérismes des mains et des doigts et les intérêts sensoriels inhabituels du sujet.
L'évaluation contient aussi des questions sur d'éventuels comportements tels que l'automutilation, l'agressivité et l'hyperactivité… visant à ensuite aider à proposer une planification de traitement appropriée.

## Notation (scoring)
Une fois l'entretien terminé, l'intervieweur détermine une note pour chaque question, en fonction de son évaluation de la réponse de l'aidant.

### Échelle de notation
- 0 : Le comportement du type spécifié dans le codage n'est pas présent ;
- 1 : Un comportement du type spécifié est présent sous une forme anormale, mais pas suffisamment grave ou fréquent pour répondre aux critères d'un « 2 » ;
- 2 : Comportement anormal certain ;
- 3 : Gravité extrême du comportement spécifié ;
- 7 : Anomalie certaine dans le domaine général du codage, mais pas du type spécifié ;
- 8 : Non applicable ;
- 9 : Pas connu ou demandé

### Algorithme
Un score total est ensuite calculé pour chacun des domaines de contenu de l'entretien. Lors de l'application de l'algorithme, un score de 3 tombe à 2 et un score de 7, 8 ou 9 tombe à 0 si ces scores n'indiquent pas de comportements autistiques et, par conséquent, ne doivent pas être pris en compte dans les totaux.
Pour créer cet algorithme de diagnostic, les rédacteurs ont choisi les questions de l'entretien qui étaient les plus étroitement liées aux critères de diagnostic des troubles du spectre autistique dans le DSM-IV et la CIM-10.
L'autisme est diagnostiqué quand les scores dans les trois domaines comportementaux atteignent ou dépassent les scores-seuils minimaux spécifiés. Ces scores-seuils sont basés sur les résultats d'années de recherche approfondie sur l'autisme.

### Scores-seuils
Scores-seuils
- Interactions sociales : 10 ;
- Communication et langage : 8 (si le sujet est verbal) ou 7 (s'il est non verbal) ;
- Comportements restreints et répétitifs : 3.

## Entraînement
Comme pour tous les tests de ce type :
- une formation et des connaissances approfondies sur les troubles du spectre autistique et sur l'ADI-R sont nécessaires, tant pour la conduite de l'entretien, que pour sa notation. La formation prend généralement 2 mois ou plus selon l'expérience clinique de la personne et ses compétences en entrevue[3].

- Il existe des procédures de formation distinctes selon que l'ADI-R sera menée à des fins cliniques ou de recherche. Pour utiliser l'instrument en tant que clinicien, il existe des vidéos de formation et des ateliers pour l'exécution et la notation de l'entretien. Le kit de formation DVD ADI-R proposé par WPS fournit une formation clinique à l'utilisation de l'ADI-R. [5]. Les chercheurs sont tenus de suivre une formation de recherche spécifique et d'établir leur fiabilité dans l'utilisation de l'ADI-R afin de l'utiliser à des fins de recherche[6]. La norme de pratique consiste à assister à un atelier de formation à la recherche ADI-R en personne et à établir la fiabilité de la recherche avec les auteurs ou leurs collègues. Des informations sur les ateliers de formation à la recherche de l'ADI-R, y compris les dates et lieux actuels, sont notamment disponibles au Center for Autism and the Developing Brain (CADB)[5].

## Histoire
La clinique et la pédopsychiatrie de l’autisme ont beaucoup évolué depuis la fin du XXe siècle, avec l’apparition de centres spécialisés et pluridisciplinaires dans la détection de l'autisme et sa prise en charge concomitamment à une injonction au diagnostic toujours plus précoce (au moins dans les 3 premières années de la vie, quand la plasticité cérébrale est encore très élevée). La Recherche a permis d'importants développements dans le domaine du diagnostic précoce de l'autisme. Ces développements comprenaient des améliorations des critères de diagnostic, la nécessité de faire la différence entre l'autisme et d'autres troubles du développement qui semblent similaires au début de la vie et le désir, dans le domaine de la psychologie, d'instruments de diagnostic standardisés. Ce contexte a nécessité la création puis l'amélioration de tests efficaces et standardisés de diagnostic de l'autisme.

Parmi ces tests figurent :
- le protocole Autism Diagnostic Observation Schedule (ADOS) ;
- l’Échelle des Particularités Sensori-psychomotrices dans l’Autisme (EPSA) ;
- la Checklist Modified Checklist for Autism in Toddlers (M-CHAT) ;
- l'ADI-R.

L'ADI-R a été rédigé par Michael Rutter, MD FRS, Ann LeCouteur, MBBS et Catherine Lord, PhD. et publié par Western Psychological Services en 2003. Sa première version (Autism Diagnostic Interview) avait été publiée en 1989 mais elle était principalement conçue à des fins de recherche et ne pouvait être utilisée que sur des personnes ayant un âge réel d'au moins cinq ans et un âge mental d'au moins deux ans. Or, il devenait urgemment nécessaire de diagnostiquer les troubles du spectre autistique bien avant cet âge. Ce besoin a conduit Rutter, LeCouteur et Lord à réviser l'ADI en 1994 afin que l'outil puisse être utilisé pour déterminer un diagnostic chez les personnes ayant un âge mental d'au moins 18 mois. Cela permettrait aux cliniciens d'utiliser l'entretien pour différencier l'autisme d'autres troubles pouvant apparaître dans la petite enfance.
Plus largement, la révision de l'ADI visait à rendre l'entrevue plus efficace, plus courte et plus appropriée aux jeunes enfants. La majorité des révisions apportées concernaient l'organisation de l'entretien. Les questions ont été divisées en cinq sections distinctes et les comportements précoces et actuels ont été regroupés dans chaque section. La recherche a conduit à certaines modifications de questions spécifiques posées lors de l'entretien ; certaines questions se sont davantage concentré sur les aspects des comportements spécifiques à l'autisme et que d'autres questions étaient plus générales pour améliorer l'efficacité. Des  questions supplémentaires ont été ajoutées à l'entrevue (dont des questions plus précises sur l'âge auquel les comportements anormaux ont commencé). D'autres éléments non pertinents ont été supprimés pour d'augmenter la capacité de l'entretien à diagnostiquer l'autisme à un plus jeune âge. L'algorithme de notation et les scores de coupure ont été révisés en conséquence, car le nombre de questions avait changé pour certaines sections.
En 2020, selon les sociologues Audrey Linder, Thomas Jammet, et le Sociopsychologue Krzysztof Skuza (2021), les outils de diagnostic ont été améliorés (mais il reste le problème des « listes d’attente » et des délais de production des diagnostics). Cependant, une fois le diagnostic posé, il convient encore de mieux l'articuler avec une prise en charge effective ; les thérapies précoces et intensives existent (ex : Programme développemental de Denver, recommandé par la HAS en France) ; avec la mobilisation conjointe de l'orthophonie, de la psychomotricité, de l’ergothérapie et parfois d'un « service éducatif itinérant », comme en Suisse où dans ces services des psychologues et/ou éducateurs spécialisés peuvent agir au domicile de l'enfant préscolaire présentant des difficultés de développement. Ces prises en charge manquent encore de moyens pour être mises en œuvre pour tous dans le contexte de l’augmentation du nombre de cas diagnostiqués et des moyens destinés à la gestion de l'autisme.

## Fiabilité
Les questions de la version originale de l'ADI qui se sont avérées, grâce à la recherche, non fiables ou non applicables ont été supprimées lors de la révision de l'entrevue. L'ADI-R a également été testé de manière approfondie pour sa fiabilité et sa validité à l'aide de tests de fiabilité inter-évaluateurs, de fiabilité test-retest et de validité interne. Les résultats de cette recherche ont conduit à l'acceptation de l'ADI par les chercheurs et les cliniciens pendant des décennies.
L'ADI-R est souvent utilisé en conjonction avec d'autres instruments connexes (ex : ADOS-2 pour déterminer un diagnostic d'autisme).
Les auteurs ont publié des résultats psychométriques concluant à la fois à la fiabilité et la validité de l'ADI-R. La fiabilité inter-évaluateurs et la cohérence interne étaient bonnes dans tous les domaines comportementaux étudiés lors de l'entretien. L'entrevue s'est également révélée suffisamment fiable dans le temps. Des recherches comparant les résultats de l'ADI-R d'enfants autistes et d'enfants atteints d'autres troubles du développement ont suggéré que les questions individuelles de l'entretien étaient légèrement plus efficaces pour distinguer l'autisme de l'arriération mentale que l'algorithme dans son ensemble. Mais d'autres recherches ont conduit à l'acceptation globale de l'algorithme ADI-R.

## Instruments associés
Le questionnaire de communication sociale (SCQ) est un bref questionnaire vrai/faux de 40 items, rempli par les parents concernant le comportement de leur enfant.
Parallèle à l'ADI-R dans son contenu, il est utilisé pour une brève sélection afin de déterminer la nécessité de mener un entretien ADI-R complet.
L'ADOS (calendrier d'observation diagnostique de l'autisme) est un instrument complémentaire établi en partie par les mêmes auteurs. Cet ensemble semi-structuré d'observations et est effectué dans un bureau sous la forme d'une série d'activités impliquant la personne référée et un psychologue ou un autre examinateur formé et agréé.